# Бромистая кислота
Бромистая кислота — неорганическое соединение
брома, водорода и кислорода,
одноосновная кислота
с формулой HBrO2,
неустойчива, существует только в водных растворах.

## Получение
- Реакция нитрата серебра и брома в водном растворе.

## Физические свойства
Бромистая кислота существует только в водных растворах, в течение 4 часов разлагается.

## Химические свойства
- Образует соли — бромиты, например бромит бария Ba(BrO2)2•H2O.